# DailyWeb
DailyWeb (dailyweb.pl) – polski serwis internetowy poświęcony tematyce technologicznej z korzeniami w branży programistycznej, design i user experience.

## Historia
Serwis powstał w wyniku przeobrażenia serwisu lubik.info, który funkcjonował na rynku od roku 2009. Wraz ze startem serwisu, zespół został powiększony o kilku autorów. W październiku 2019 roku serwisu osiągnął pierwszy milion użytkowników. W listopadzie 2019 roku kategoria związana z elektromobilnością została przeniesiona do autorskiego serwisu Rozładowani.pl.